# HK Rys Podolsk
HK Rys Podolsk (russisch ХК Рысь Подольск) war ein russischer Eishockeyklub aus Podolsk. Die Mannschaft spielte von 2008 bis 2010 in der Wysschaja Liga. 

## Geschichte
Der HK Rys Podolsk wurde 2008 gegründet und nahm auf Anhieb am Spielbetrieb der zweithöchsten russischen Eishockeyprofiliga, der Wysschaja Liga, teil. Nachdem die Liga im Anschluss an die Saison 2009/10 durch die Wysschaja Hockey-Liga abgelöst wurde, schloss sich Rys Podolsk weder deren Nachfolgeliga, noch der drittklassigen Perwaja Liga an und stellte den Spielbetrieb nach nur zwei Jahren wieder ein.

## Bekannte Spieler
- Boris Mironow (2008–2009)
- Konstantin Wolkow (2008–2009)